# Os Ancares
Die Comarca Os Ancares ist eine der 13 Comarcas der spanischen Provinz Lugo in der Autonomen Gemeinschaft Galicien.

## Geografie
Das Gebiet der Comarca liegt im Südosten der Provinz Lugo und grenzt dort an folgende Autonome Gemeinschaften und Comarcas innerhalb der Provinz Lugo:
| Lugo    | A Fonsagrada                                |                                          |
| Sarria  | Kompassrose, die auf Nachbargemeinden zeigt | Autonome Gemeinschaft Asturien           |
| Quiroga |                                             | Autonome Gemeinschaft Kastilien und León |

Die Sierra de Ancares ist die natürliche Grenze zwischen Galicien und Kastilien und León, eine beeindruckende Barriere im Osten der Provinz Lugo. Dieses zerklüftete Relief, das mehr als die Hälfte seiner Oberfläche auf über 1000 Höhenmetern einnimmt, liegt zwischen dem Becken des Flusses Sil und dem des Flusses Navia, getrennt durch die Pässe von Ancares (1670 m) im Norden und Portelo (1068 m) südlich der Sierra de Ancares.
Die Sierra de Ancares erstreckt sich von Süden nach Norden von Noceda, einer Parroquia der Gemeinde Cervantes, bis zum Pass von Ancares, der im Norden an die Sierra del Mingatón grenzt und von wo aus sich das Ancares-Tal nach Südosten öffnet, durch das der Fluss Ancares fließt, ein Nebenfluss des Flusses Cúa im Silbecken, das der ganzen Region seinen Namen gegeben hat.
Das Ancares-Tal ist von mittelhohen Bergen (Pico Cuiña 1987 m) und steilen Hängen umgeben.

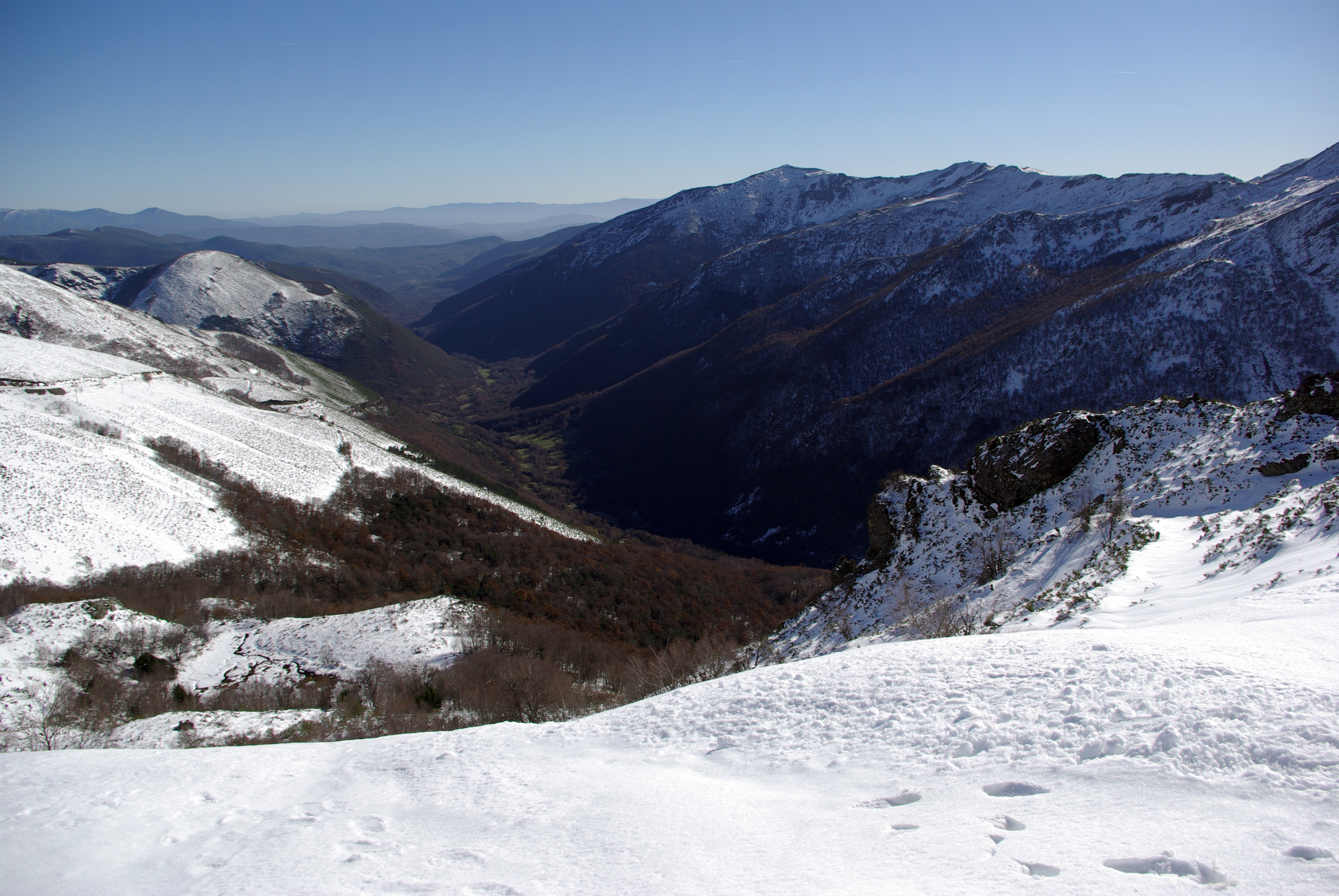
Sierra und Tal des Ancares vom Ancares-Pass aus gesehen
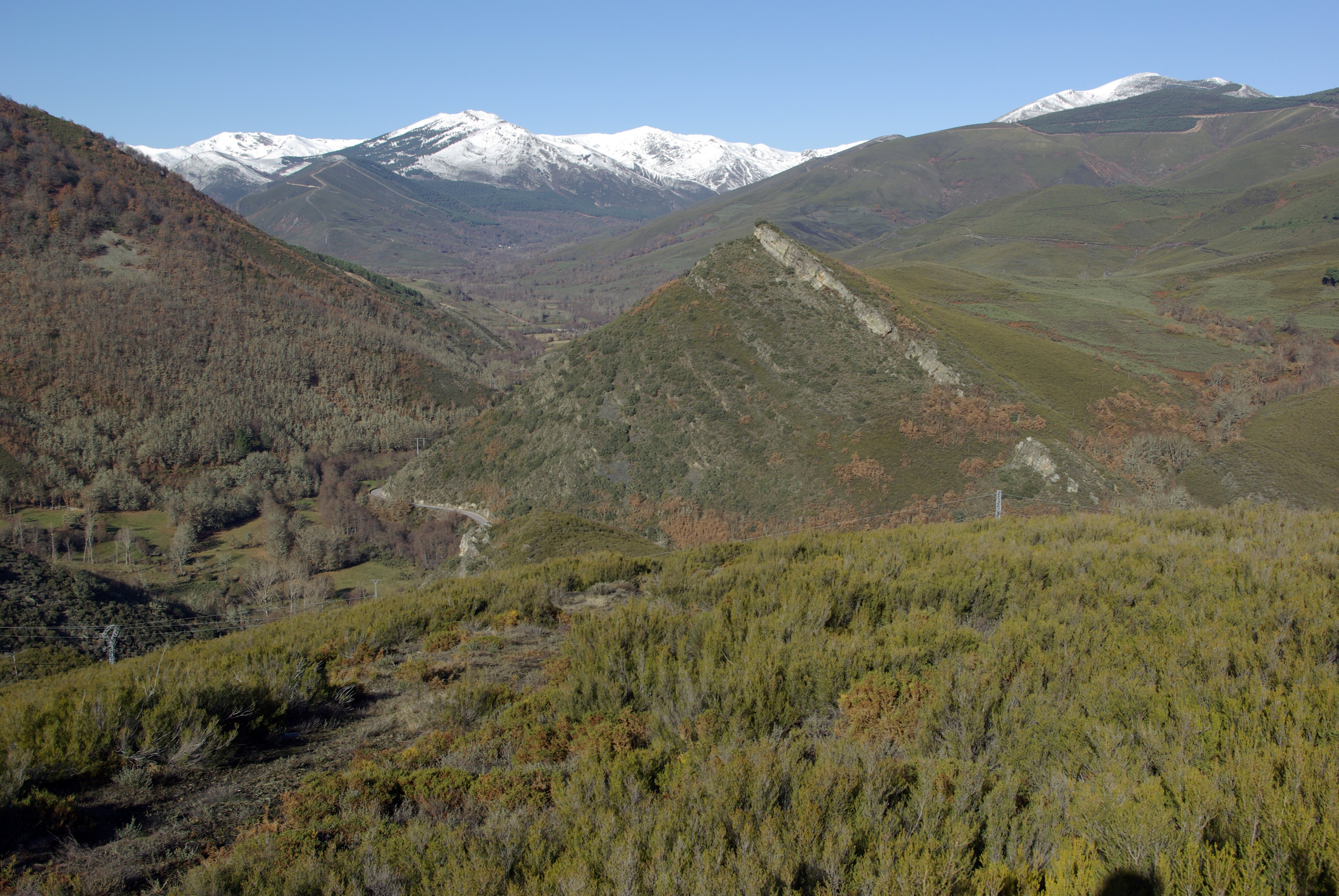
Lebensräume in Os Ancares: im Vordergrund europäische Trockenheide, links Eichenwäldchen und darunter Mähwiesen, in der Mitte Steineichen und Kieselsteine, rechts ein mit dem Fluss verbundener Galeriewald und im Hintergrund schneebedeckte Gipfel mit Wacholder und Hochgebirgswiesen
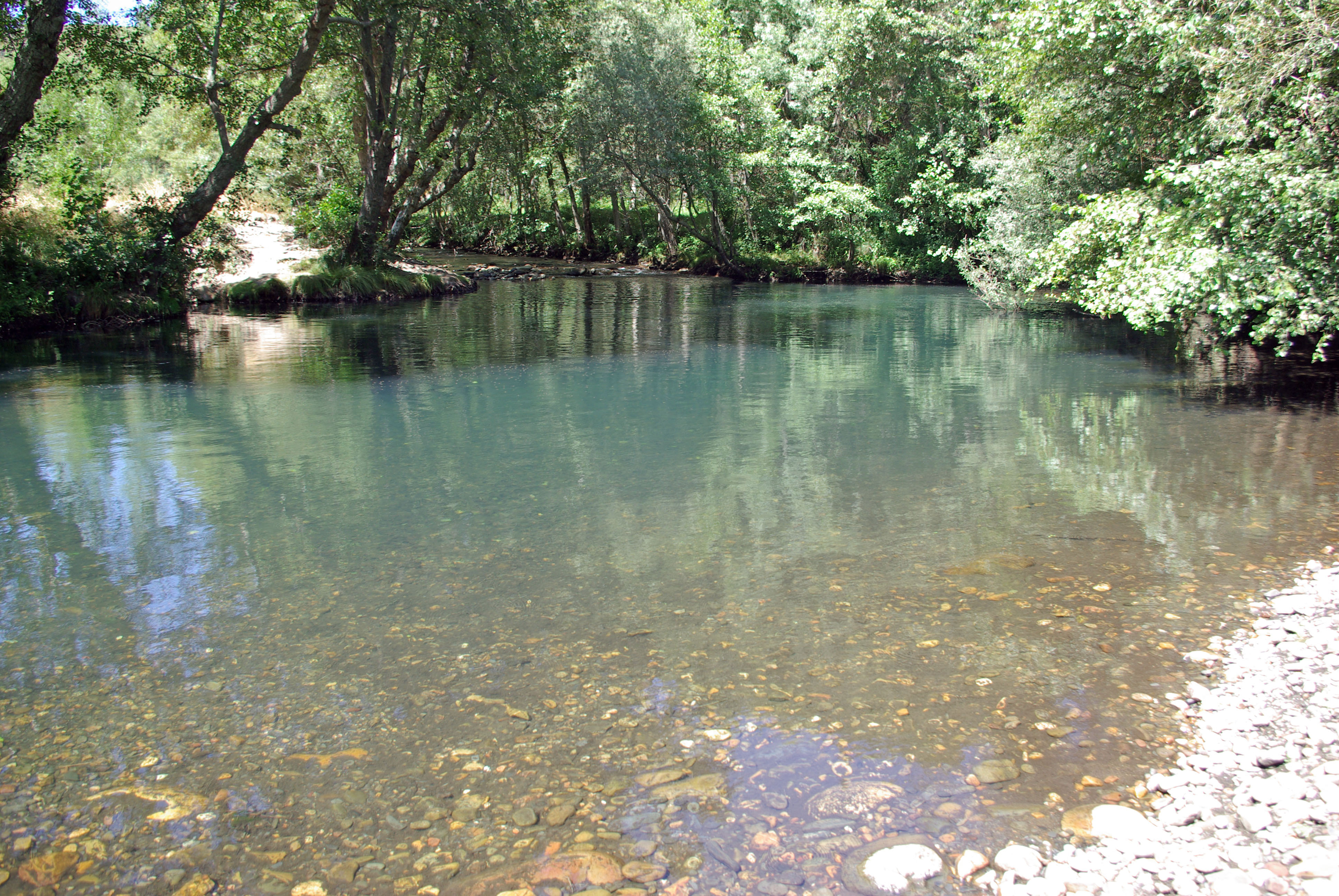
Mündung des Cúa in den Ancares

## Gliederung
Die Comarca umfasst sechs Gemeinden (spanisch Municipios; galicisch Concellos) mit einer Fläche von 1.048,64 km², was 10,65 % der Fläche der Provinz Lugo und 3,55 % der Fläche Galiciens entspricht.
| Gemeinde              | Einwohner (2024) | Fläche km² | Dichte Einw./km² | Cod INE | Postleitzahl |
| --------------------- | ---------------- | ---------- | ---------------- | ------- | ------------ |
| Baralla               | 2.455            | 141,16     | 17               | 27901   | 27680        |
| Becerreá              | 2.703            | 172,05     | 16               | 27006   | 27640        |
| Cervantes             | 1.187            | 277,63     | 4                | 27012   | 27664        |
| Navia de Suarna       | 979              | 242,56     | 4                | 27034   | 27650        |
| As Nogais             | 942              | 110,34     | 9                | 27037   | 27677        |
| Pedrafita do Cebreiro | 898              | 104,90     | 9                | 27045   | 15670        |
| Comarca Os Ancares    | 9.164            | 1.048,64   | 9                | –       | –            |

## Geschichte
Das Gebiet der Comarca bewahrt wichtige vorrömische Überreste, da diese Berge vor mehr als zweitausend Jahren von Stämmen wie den Zoelas bewohnt wurden. Seine strategische Lage machte diese Region zum Schauplatz wichtiger Kriegsepisoden, nicht nur in der Antike mit der Eroberung durch Augustus, sondern auch in viel späteren Zeiten, wie den Irmandinischen Revolten (13. und 14. Jahrhundert) und in jüngerer Zeit während der Napoleonischen Kriege und der Carlistenkriege.

## Natur
In den Bergen des Nordwestens der Halbinsel findet das Zusammentreffen der mediterranen Welt und der atlantischen Welt statt, da sich hier die Grenze zwischen diesen beiden geografischen Regionen, der eurosibirischen Region und der Mittelmeerregion, befindet.
Jede dieser Regionen zeichnet sich durch eine Reihe von Arten und Pflanzengemeinschaften aus, die sie von den angrenzenden Regionen vor allem durch die klimatischen, geografischen und historischen Besonderheiten unterscheiden, die sie definieren. Die eurosiberische Region umfasst den größten Teil Europas, während der Mittelmeerraum an die Küsten des Mittelmeers grenzt. In diesem Sinne gehört die Iberische Halbinsel in ihrer Gesamtheit zur mediterranen Klimaregion. Genau die Kontaktzone zwischen den beiden Regionen befindet sich entlang des Kantabrischen Meeres und die Sierra de Ancares kann als Grenze zwischen einer Region und einer anderen bezeichnet werden. Diese Identität des Grenzgebiets verleiht Ancares eine große Artenvielfalt, da es Arten umfasst, die sich an der Verbreitungsgrenze befinden und im übrigen Galicien sehr selten sind.